# まんがで読む古典
『まんがで読む古典』（まんがでよむこてん）は、NHK（NHK総合テレビ）で1988年から1992年にかけて放送された教育番組のシリーズである。
1988年放送の第1作『まんがで読む枕草子』（まんがでよむまくらのそうし）の好評を受けて1989年よりシリーズ化され、のちに『枕草子』も当シリーズに組み入れられた。
なお本項では、レギュラー終了後の集中放送である『まんがで読む古典スペシャル』についても取り扱う。

## 番組構成
司会は、全シリーズとも清水ミチコが務めた。取り上げた作品の作者もしくは主人公を俳優が演じ、作品の成立背景などを解説する。作品は、始め原文が加賀美幸子の朗読つきで画面に現れ、次に該当部分を若者口調（橋本治が提唱する桃尻語訳）で現代語訳したものがアニメーションで流れる一風変わったスタイルであった。『徒然草』からは専門家の解説コーナーが追加され、『伊勢物語』までは各回にゲストが登場した。

## まんがで読む枕草子
橋本治『桃尻語訳 枕草子』（河出書房新社）がベース。
- 原作：清少納言『枕草子』
- 脚本：橋本治
- 出演：鳥越マリ（現：鳥越まり）（清少納言）
番組内では「ナゴンちゃん」と呼ばれる。
- キャラクターデザイン：赤星たみこ
- 放送期間：1988年10月4日 - 1989年3月14日

## まんがで読む古典
主題歌：爆風スランプ「それから」

### 徒然草
第1回のみ、「放送ライブラリー」（神奈川県横浜市）にて視聴することができる。
- 原作：吉田兼好『徒然草』
- 脚本：橋本治
- 出演：立川志の輔（吉田兼好）
番組内では「兼好（けんこう）さん」と呼ばれる。なお、兼好は内田春菊デザインの水色地にピンクのシーラカンスがプリントされた甚平姿で、歴代出演者の中でも派手である。
- キャラクターデザイン：内田春菊
- 解説：嵐山光三郎
- 放送期間：1989年4月4日 - 8月8日

### 更級日記
現在当作品は、NHKアーカイブス（埼玉県川口市）内にある「番組公開ライブラリー」、または全国のNHK支局に併設されている同施設にて視聴することができる。
- 原作：菅原孝標女『更級日記』
- 脚本：林真理子
- 出演：藤谷美紀（菅原孝標女）
番組内では「更（さら）ちゃん」と呼ばれる。
- キャラクターデザイン：桜沢エリカ
- 解説：高橋いづみ
- 放送期間：1989年9月5日 - 10月17日

### 蜻蛉日記
- 原作：藤原道綱母『蜻蛉日記』
- 脚本：林真理子
- 出演
  - 萩尾みどり（藤原道綱母）

番組内では「蜻蛉（かげろう）さん」と呼ばれる。
  - 第1回の冒頭のみ、前作『更級日記』の藤谷も出演した（菅原孝標女が道綱母の姪のため）。
- キャラクターデザイン：桜沢エリカ
- 解説：高橋いづみ
- 放送期間：1989年11月7日 - 12月12日

### 伊勢物語
レギュラー放送は本作が最後となった。原作者不明作品という性質上、作品の主人公役（在原業平）が登場する唯一の作品であった。
- 原作：『伊勢物語』（原作者未詳）
- 脚本：中沢新一
- 出演：中野みゆき（在原業平）
- キャラクターデザイン：松苗あけみ
- 放送期間：1990年1月9日 - 3月20日

## まんがで読む古典スペシャル

### 雨月物語
1990年の夏休み期間に集中放送された。江戸時代の作品は本作が唯一である。
- 原作：上田秋成『雨月物語』
- 出演：天本英世（上田秋成）
- キャラクターデザイン：木原敏江
- 主題歌：クレヨン社「いつも心に太陽を」「辻ヶ花浪漫」
- 放送期間：1990年8月13日 - 17日

### 源氏物語
1991年の春休み期間に集中放送された。当作品が「まんがで読む古典」の最後の新作である。
- 原作：紫式部『源氏物語』
- 出演：岸田今日子（紫式部）・石田ゆり子（夕顔）・東ちづる（六条御息所）・田中陽子（紫の上）・長野智子（末摘花）・杉本彩（朧月夜）
- 声の出演：関俊彦（光源氏）
- キャラクターデザイン：浦沢直樹
- 主題歌：GO-BANG'S「かっこイイ、ダーリン」
- 放送期間：1991年3月25日 - 29日

## 単行本
- 角川書店刊
  - NHKまんがで読む古典 枕草子（作・画：面堂かずき）
    - 第1巻 - 1993年1月初版（ISBN 4-04-852300-7）
    - 第2巻 - 1995年5月初版（ISBN 4-04-852302-3）

  - NHKまんがで読む古典 徒然草（作・画：しもがやぴくす、保土ヶ谷うさぎ、みらい戻）
    - 第1巻 - 1995年3月初版（ISBN 4-04-852303-1）
    - 第2巻 - 1995年3月初版（ISBN 4-04-852304-X）

  - NHKまんがで読む古典 更級日記（作・画：羽崎安実）
    - 1991年11月初版（ISBN 4-04-852297-3）

  - NHKまんがで読む古典 蜻蛉日記（作・画：羽崎安実）
    - 1992年11月初版（ISBN 4-04-852299-X）

  - NHKまんがで読む古典 伊勢物語（作・画：細村誠）
    - 1993年3月初版（ISBN 4-04-852301-5）

  - NHKまんがで読む古典 雨月物語（作・画：犬養陵一朗）
    - 1992年9月初版（ISBN 4-04-852298-1）

  - NHKまんがで読む古典 源氏物語（作・画：鳥羽笙子）
    - 1991年8月初版（ISBN 4-04-852296-5）
- ホーム社漫画文庫（ホーム社発行・集英社発売）
  - NHKまんがで読む古典1 枕草子
    - 2006年2月17日初版（ISBN 4-8342-7352-0）

  - NHKまんがで読む古典2 更級日記・蜻蛉日記
    - 2006年3月17日初版（ISBN 4-8342-7354-7）

  - NHKまんがで読む古典3 源氏物語・伊勢物語
    - 2006年4月18日初版（ISBN 4-8342-7355-5）
- 金の星社
  - NHKまんがで読む古典1 源氏物語（原作：紫式部、画：鳥羽笙子）
    - 2011年2月初版（ISBN 978-4-323-07231-9）

  - NHKまんがで読む古典2 蜻蛉日記（原作：藤原道綱母、画：羽崎やすみ）
    - 2011年3月初版（ISBN 978-4-323-07232-6）

  - NHKまんがで読む古典3 枕草子 上（原作：清少納言、画：面堂かずき）
    - 2011年3月初版（ISBN 978-4-323-07233-3）

  - NHKまんがで読む古典4 枕草子 下（原作：清少納言、画：面堂かずき）
    - 2011年3月初版（ISBN 978-4-323-07234-0）

  - NHKまんがで読む古典5 伊勢物語（画：細村誠）
    - 2011年3月初版（ISBN 978-4-323-07235-7）